# Coenraad Hoeneker

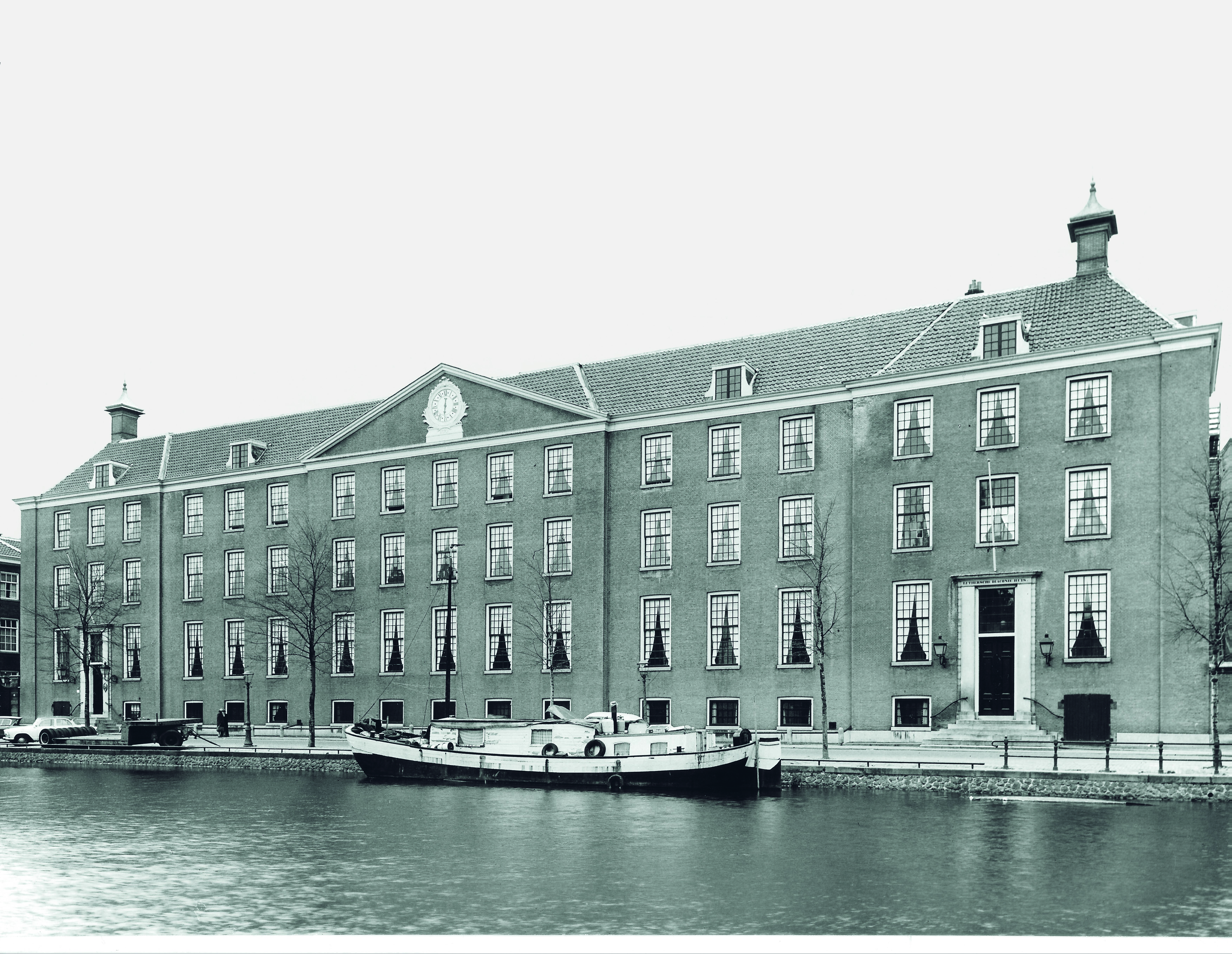
Het Lutherse Diaconiehuis in Amsterdam

Coenraad Hoeneker (?- begraven Amsterdam 14 december 1769) was een Nederlands makelaar en metselaar, die ook als ontwerper van gebouwen in Amsterdam en omgeving optrad . Van 1746 tot 1756 was hij als metselbaas in dienst van het Burgerweeshuis, waarvoor hij in 1750 samen met de Amsterdamse timmerman Jan van der Streng de huizen Kalverstraat 80-82 ontwierp . Als lutheraan bouwde hij het Lutherse Diaconiehuis aan de Nieuwe Keizersgracht (1769-1771) in Amsterdam, dat als zijn belangrijkste werk gelden mag, en werd hij in 1757 samen met de gewezen stadhouderlijke architect Pieter de Swart geraadpleegd  voor de bouw van een nieuwe Lutherse Kerk in Den Haag, waarvoor hij vervolgens ook een deel van de bouwtekeningen leveren zou . 
Voorts ontwierp hij in 1741 een nieuwe kap voor het zogeheten Logement van Amsterdam aan het Plein in Den Haag , en voltooide hij het metselwerk aan de nieuwe dorpskerk in Westzaan. Samen met de Amsterdamse timmerbaas Jan Smit raakte hij in 1766 betrokken bij het herstel van het St.Pietersgasthuis in Amsterdam. In 1768 ontwierp hij voor de Admiraliteit van Amsterdam een rij huizen op het Prinsenhof aan de Oudezijds Voorburgwal. Vlak voor zijn dood maakte hij het jaar daarop nog ontwerpen voor het katholieke Hofje van Occo, eveneens aan de Nieuwe Keizersgracht . 